# Космос-2107
Космос-2107 је један од преко 2400 совјетских вјештачких сателита лансираних у оквиру програма Космос.
Космос-2107 је лансиран са космодрома Тјуратам, Бајконур, СССР, 4. децембра 1991. Ракета-носач је поставила сателит у орбиту око планете Земље. Маса сателита при лансирању је износила 3000 килограма. Космос-2107 је био војни извиђачки сателит за праћење флоте.